# 田一平
田一平（1907年1月—1993年1月30日），曾用名田齐、苗泰来，云南大理漾濞人，中华人民共和国政治人物。

## 生平

### 民国时期
早年考入上海劳动大学农学院，1931年大学毕业后曾任国民党第二十四军、二十一军旅部秘书，在刘湘用以抵制蒋介石势力的秘密军官团体“武德励进会”中任科长。1938年1月，加入中国共产党，任党支部书记，在张曙时直接领导下，以川陕鄂边区绥署和潘文华部上校参议、中校秘书、上校参谋等公开身份，在四川团结进步士官，宣传抗日救国，发展党的组织，积极开展统战工作。1940年，任《华西日报》经理、《华西晚报》总经理。他在周恩来、董必武领导下，接受任务，开展工作。他不畏艰险，充分利用新闻报纸，宣传革命，动员人民。支持学运，反对独裁统治，为推动大后方的抗日救国运动和民主革命运动的开展作出重要贡献。1944年9月，因工作需要，他加入中国民主同盟，并任四川省第一、二届支部委员兼秘书处主任。
1945年10月，加入“中国民主革命同盟”（小民革），任成都地方委员会秘书。1945年冬至1947年春，经周恩来同意，任苏联驻华使馆情报员。1947年6月，他被国民党四川省特委会逮捕，关进成都将军衙门监狱。后移往重庆，先后被关进白公馆、渣滓洞。1949年初，在和谈的时局下，经民盟主席张澜先生营救，他同被关押的民盟成员一道出狱。随即赶赴成都，和地下党罗髫渔、胡春浦等组织建立党的临时工作小组，策动刘文辉、邓锡侯、潘文华等部队起义，为迎接四川解放作出了重要贡献。

### 共和国时期
中华人民共和国建立后，他当选为四川省各界人民代表大会代表，四川省第一届人民代表大会代表，第二、三届全国人民代表大会代表，西南军政委员会文教委员会委员、副秘书长，民盟中央第一、二届委员、组织委员会副主任，民盟西南总支部组委会主任，民盟中央第三、四、五届常委、参议委员会常委，民盟四川省第一、二、三、四届委员会副主任委员、第五、六、七届委员会顾问，民盟成都市委主任委员，全国政协第二、五届委员会委员，政协四川省第一届委员会委员、副秘书长，历任四川省社会主义学院副院长，政协四川省第二、三、四、五届委员会副主席等职。文化大革命中，他受到迫害，被捕入狱。十一届三中全会后，他得到平反昭雪。
1993年1月30日在成都逝世，终年86岁。